# Molenvliet (woonwijk)
Molenvliet is een woonwijk in het Nederlandse Woerden. De wijk is gelegen aan de zuidwest kant van Woerden. Ten westen ligt Nieuwerbrug en ten zuiden ligt de A12. Aan de noordzijde ligt het industriegebied Barwoutswaarder en de Oude Rijn.
Molenvliet werd voor een groot deel gebouwd aan het eind van de jaren zeventig, maar werd aan het eind van de jaren negentig voltooid. De straatnamen zijn afgeleid van rivieren (IJsseloord, Maasoord, Waaloord) in het oudste deel (Molenvliet-Oost) en van bloemenweiden (Klaproosweide, Madeliefweide) en vaartuigen in het nieuwere deel (Molenvliet-West). In de vaartuigenbuurt hebben de straten aan de bakboordzijde allemaal namen van boten die beginnen met de letter B zoals Barkas, Boeier, enzovoort. En de straten aan de stuurboordzijde allemaal namen van boten die beginnen met een S, zoals Schuit, Sloep, enzovoort. De hoofdstraat door de buurt heet Vaartuigenlaan.
In de wijk ligt een deels overdekt winkelcentrum, dat rond 2009 gerenoveerd is. Het hart van het winkelcentrum is het Orakelplein. Op dit plein is het kunstwerk Het Orakel van Woerden te zien. Achter het winkelcentrum ligt Wijkpark Molenvliet dat aangelegd is op en rond een vroegere vuilstortplaats.
Onder de wijk liggen aardgas- en aardolievelden. Een vergunningaanvraag van het bedrijf Vermilion werd in 2015 door minister Kamp afgewezen omdat ze niet aan de eisen zou voldoen. De bewoners verzetten zich tegen verdere boringen uit vrees voor verzakkingen.
Wijken van Woerden: Bomen- en Bloemenkwartier · Molenvliet · Snel en Polanen · Schilderkwartier · Staatsliedenkwartier · Waterrijk

Dorpen: Harmelen · Kamerik · Kanis · De Meije · Zegveld

Buurtschappen: Barwoutswaarder · Bekenes · Breeveld · Breudijk · Cattenbroek · Geestdorp · Gerverscop · Harmelerwaard · Houtdijken · Kromwijk · Lagebroek · Mijzijde · Oud-Kamerik · Reijerscop · Rietveld · Teckop

Utrecht · Plaatsen in de provincie      Nederland · Provincies · Gemeenten